# Nasiyanur
Nasiyanur è una suddivisione dell'India, classificata come town panchayat, di 9.902 abitanti, situata nel distretto di Erode, nello stato federato del Tamil Nadu. In base al numero di abitanti la città rientra nella classe V (da 5.000 a 9.999 persone).

## Geografia fisica
La città è situata a 11° 20' 28 N e 77° 38' 36 E.

## Società

### Evoluzione demografica
Al censimento del 2001 la popolazione di Nasiyanur assommava a 9.902 persone, delle quali 5.015 maschi e 4.887 femmine. I bambini di età inferiore o uguale ai sei anni assommavano a 863, dei quali 429 maschi e 434 femmine. Infine, coloro che erano in grado di saper almeno leggere e scrivere erano 5.982, dei quali 3.548 maschi e 2.434 femmine.